# Stare koryto Warty w Poznaniu

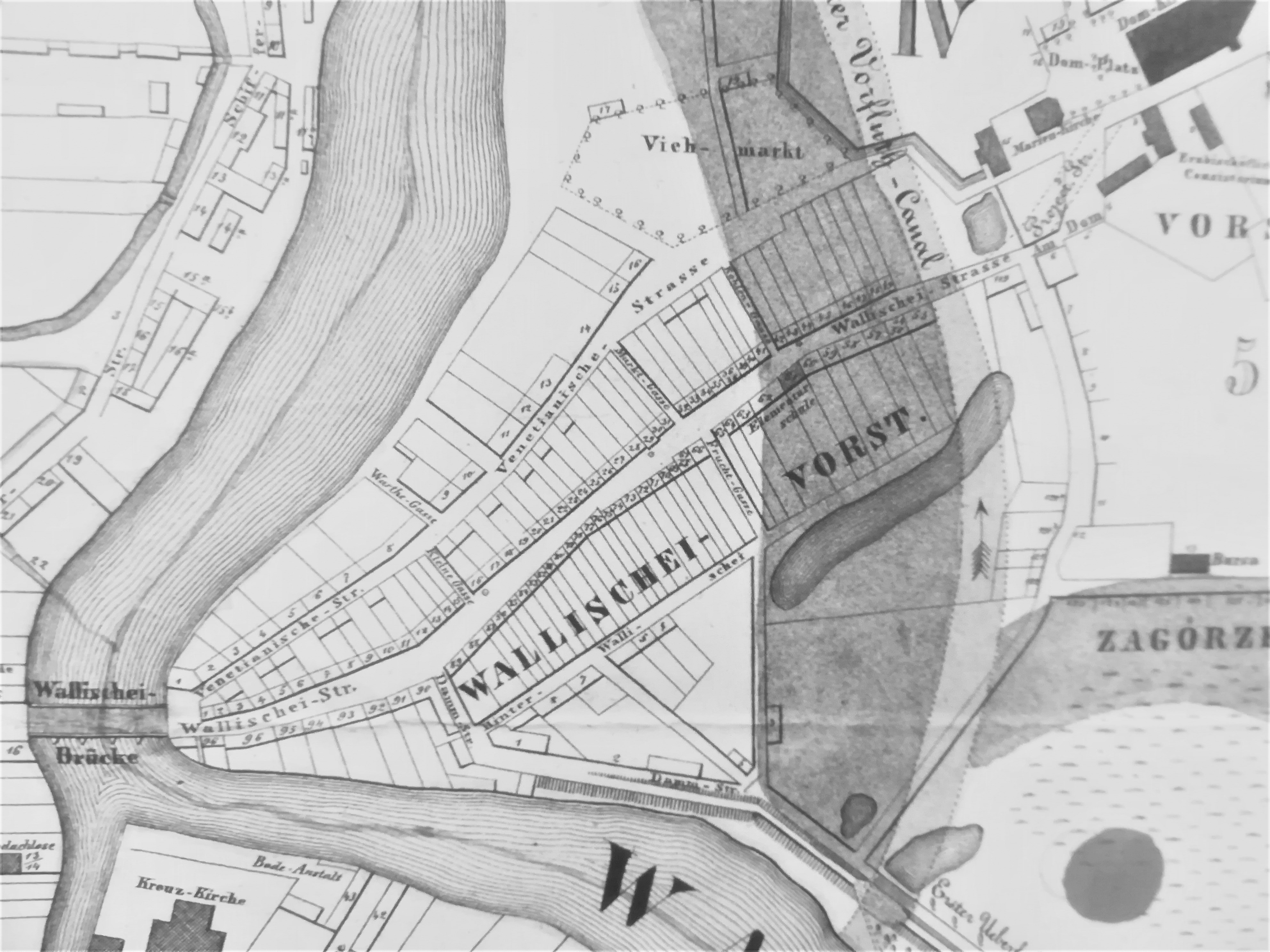
Widok na Chwaliszewo w 1856 (stare koryto po lewej, zarys nowego w środku)

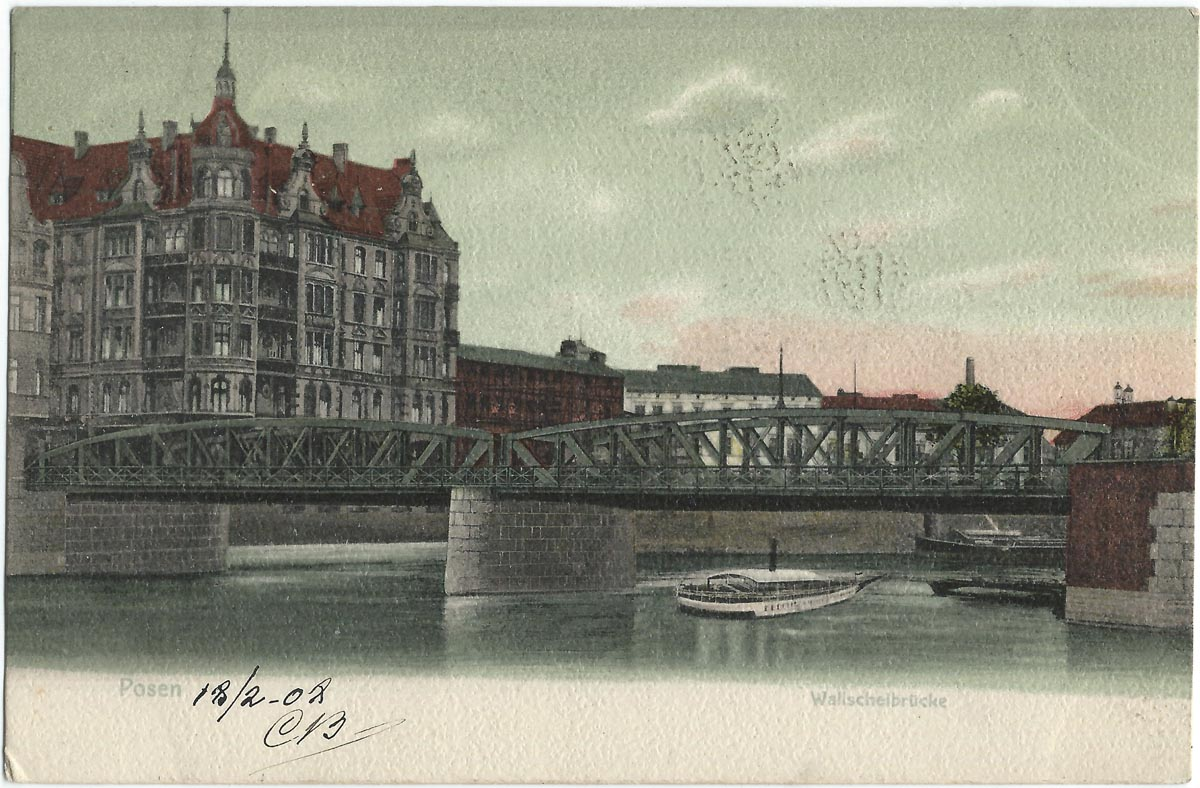
Stare koryto i Most Chwaliszewski około 1910

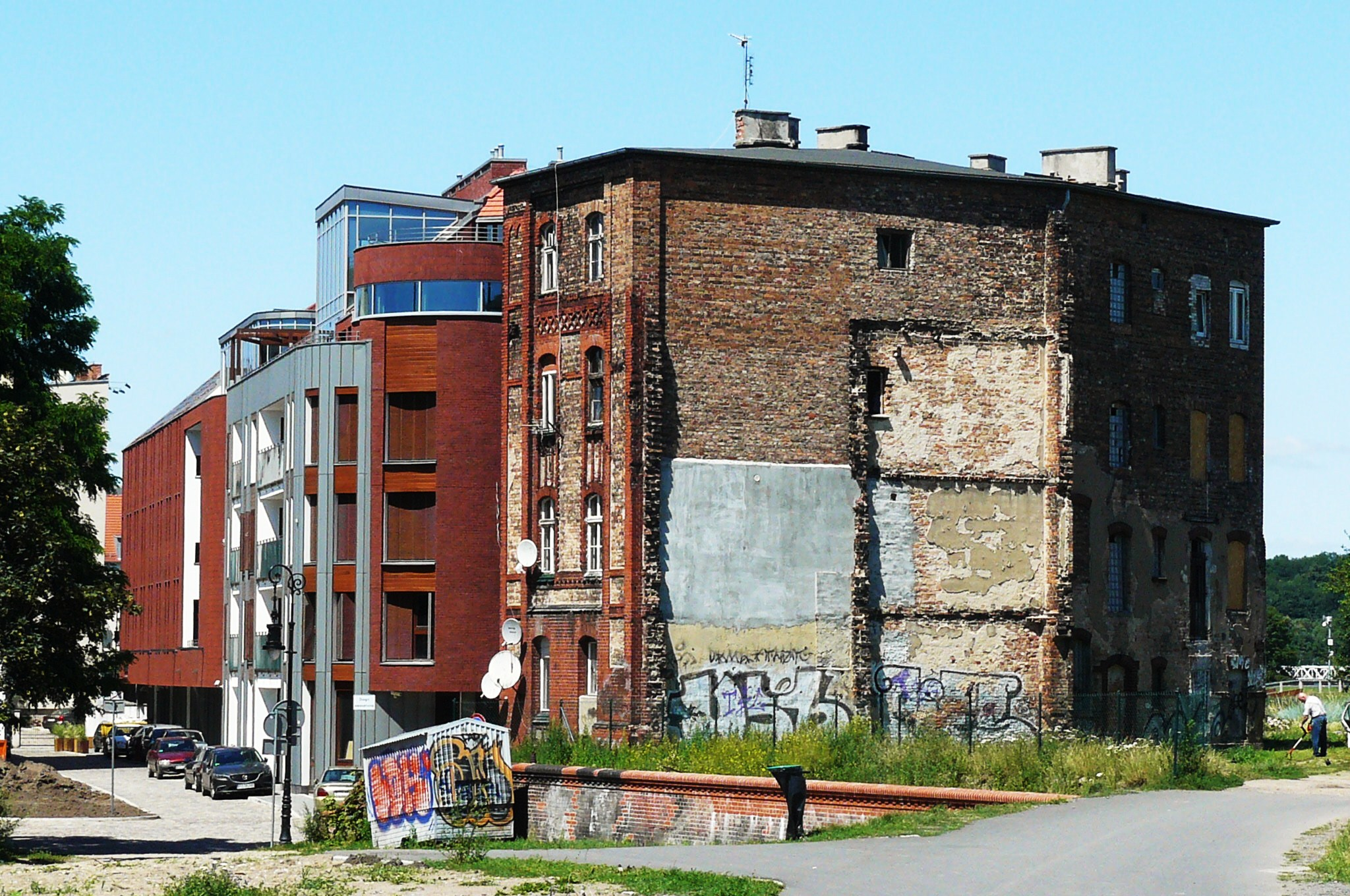
Pozostałości nabrzeży na Chwaliszewie

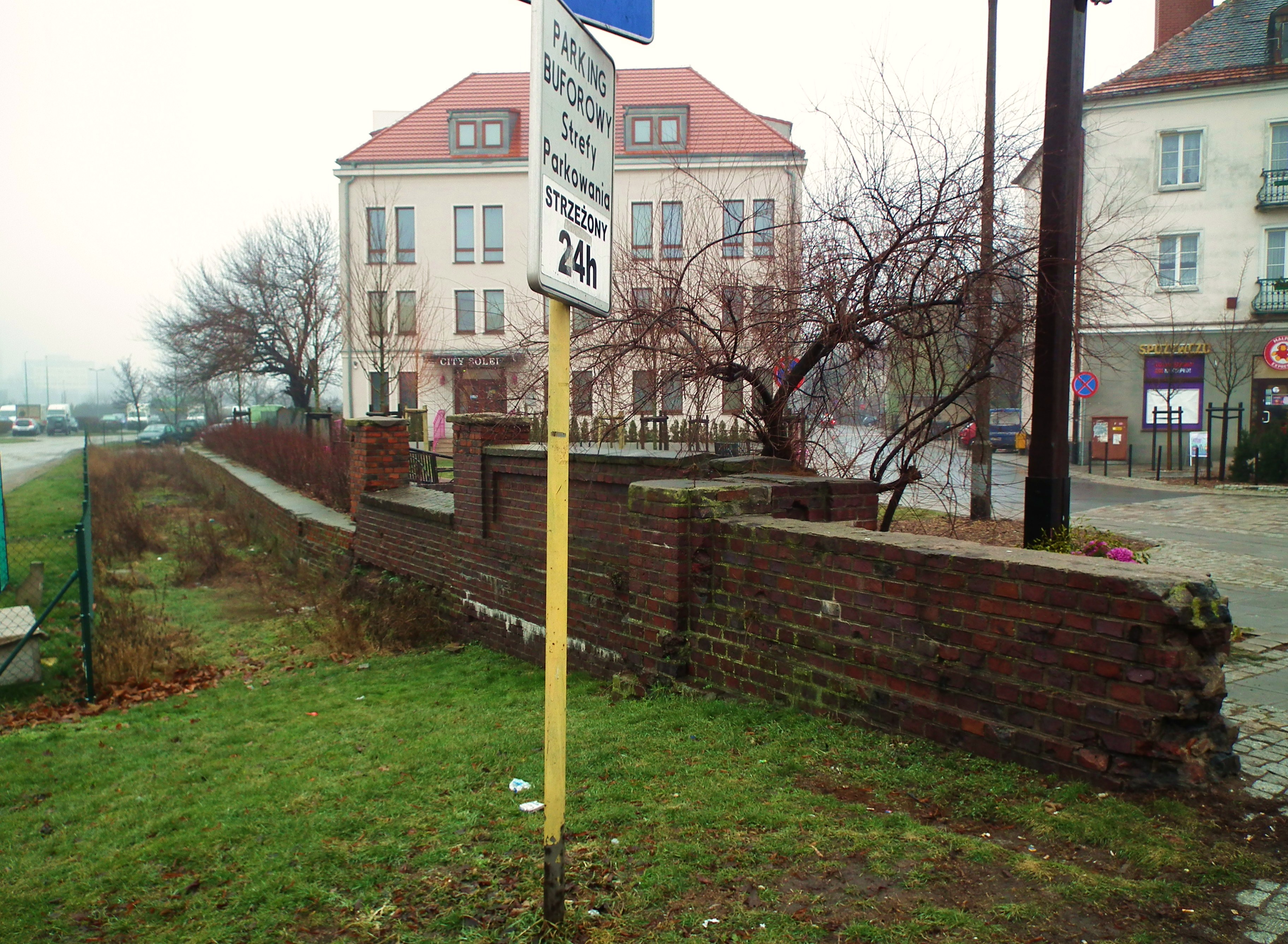
Relikty przyczółka Mostu Chwaliszewskiego (koryto po lewej)

Stare koryto Warty (hist. Zgniła Warta) – suchy odcinek starego koryta Warty, zlokalizowany w Poznaniu, pomiędzy Mostem św. Rocha, a terenami portu rzecznego. Rejon portu jest jedynym fragmentem, który nadal posiada wypełnienie wodą. 

## Historia
Przed regulacją Warta posiadała w Poznaniu wiele odnóg, tworząc liczne wyspy i wysepki. Do takich wysp należała np. Grobla, czy Chwaliszewo. W 1656 Szwedzi skierowali główny nurt rzeki do ramienia, które opływało Groblę od wschodu. Koryto zachodnie z czasem znacznie się zamuliło, wypłyciło oraz zwęziło i zaczęto je nazywać Zgniłą Wartą, także dlatego, że spuszczano doń miejskie ścieki. Do czyszczenia tego odcinka zatrudniano dorywczo więźniów i bezrobotnych. W latach 1896–1902 powstał port rzeczny, którego zabudowania i nabrzeża ciągnęły się aż do nieistniejącego obecnie Mostu Chwaliszewskiego. Znaczenie portu zmalało w dwudziestoleciu międzywojennym. Wypływały stąd jednak statki wycieczkowe białej floty. Zgniła Warta była też, mimo zanieczyszczeń, popularnym miejscem kąpieli poznaniaków, zwłaszcza odcinek przy Starej Gazowni, gdzie dokonywano spustu ciepłych wód. Kąpano się tu jeszcze latem 1966. Projekt przebudowy poznańskiego węzła wodnego wykonał Józef Głuszak, Jerzy Mierzyński, Rafał Nowicki, Julian Sumara, zespół poznańskiego oddziału Biura Projektów Hydroprojekt w latach 1960-1964. W październiku 1968 oddano do użytku nowy kanał żeglugowy, a stare koryto zamknięto. Przez wiele lat było ono miejscem rozbijania namiotów przyjezdnych cyrków. 
W ramach rewitalizacji Chwaliszewa powstał w korycie skwer wraz z małą architekturą i placem zabaw dla dzieci, zlokalizowany w pobliżu Placu Międzymoście. Projektantem całości był Paweł Grobelny. Autor projektu otrzymał w 2018 nagrodę za najlepiej zaprojektowaną przestrzeń publiczną w Polsce w ramach ogólnopolskiego plebiscytu Polska Architektura XXL. Centralnym punktem założenia jest siedzisko wykonane z kortenu i drewna bangkirai. Ma to być otwarta forma mebla miejskiego, o niezdefiniowanym precyzyjnie przeznaczeniu, które nadać ma dopiero codzienny użytkownik. Platforma w formie okręgu stwarza możliwości siedzenia, leżenia, czy organizacji pikników.
W latach 2014–2016 na terenie części koryta powstał park Stare Koryto Warty.

## Obiekty przy starym korycie
Od północy:
- port rzeczny w Poznaniu,
- Wyższa Szkoła Logistyki w Poznaniu,
- Plac Międzymoście,
- Most Chwaliszewski (dawny),
- ulica Wenecjańska,
- Kościół Wszystkich Świętych,
- Chwaliszewo,
- Czartoria,
- osiedle robotnicze na Czartorii,
- Grobla,
- Gazownia przy ul. Grobla.